# Volkswagen-Arena
La Volkswagen-Arena est un stade omnisports situé à Wolfsbourg dans le Land de Basse-Saxe en Allemagne. Le bâtiment est sponsorisé par Volkswagen AG.
Depuis 2002, c'est le domicile du VfL Wolfsburg évoluant dans le Championnat d'Allemagne de football. La Volkswagen-Arena a une capacité de 30 000 places dont 22 000 sièges permanents et 8 000 places variables. De plus, le stade dispose de 32 suites de luxe et 1 200 sièges de classe affaires.

## Histoire
Le stade est dessiné par un cabinet architectural de Düsseldorf, Hentrich-Petschnigg & Partner KG (HPP). Après un an et demi de travaux, la Volkswagen-Arena est inauguré le 13 décembre 2002 avec une rencontre de football entre le VfL Wolfsburg et le VfB Stuttgart (1:2).

## Événements
- Coupe du monde de football féminin 2011

## Galerie

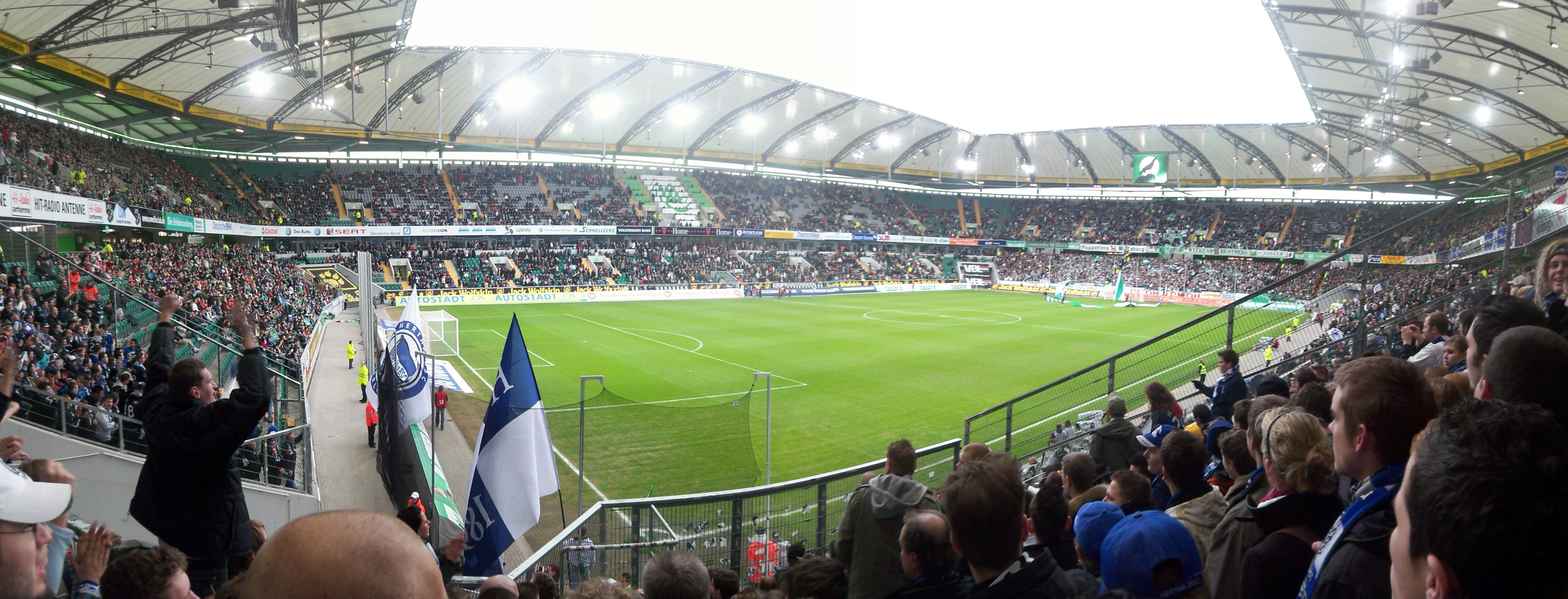
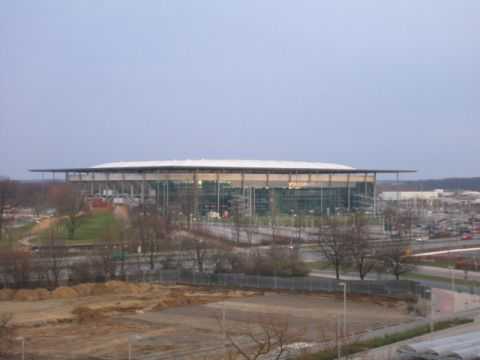